# Дубецький Василь Петрович

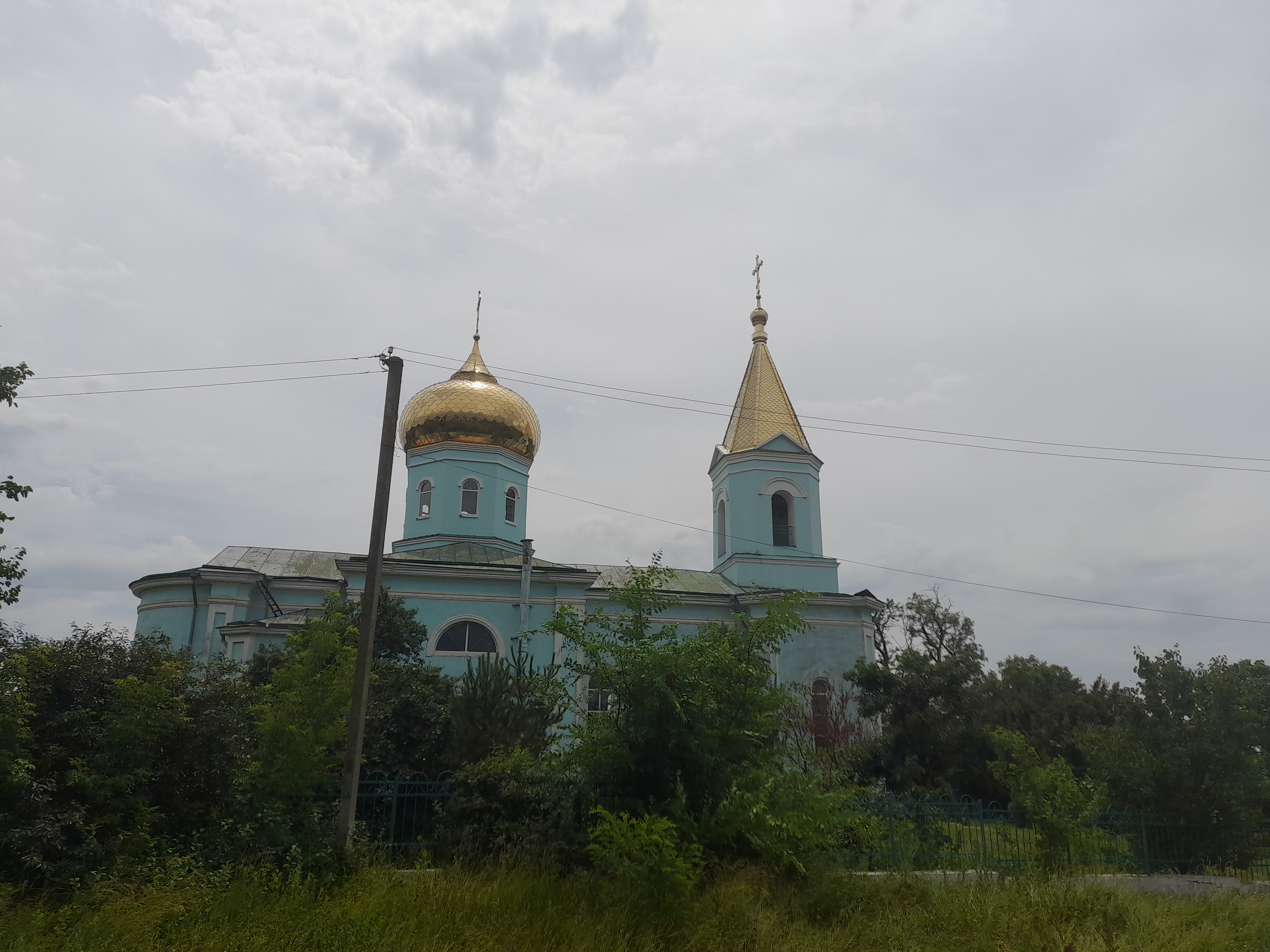
Свято-Петропавлівська церква, закладена Василем Дубецьким, стала місцем його поховання

Дубецький Василь Петрович (1801, ? — пом.  1886, Василівка) — генерал-майор російської армії, засновник маєтку в селі Василівка, тепер Одеський район, Одеська область.
Рід Дубецьких ймовірно походить з родини священників, хоча племінник Василя Петровича стверджував походження від дрібнопомістної чиншевої волинської шляхти «Добецьким гербу Огоньчик». Свою військову кар'єру розпочав від час Наполеонівських війн у Франції, після битви під Ватерлоо у 1816 році. Василь Петрович поїхав до Франції для закінчення курсу наук у ліцеї міста Дуе. У серпні 1818 року був підвищений «з портупей-юнкерів у прапорщики», а в липні 1819 переїхав до Парижу, а згодом — повернувся до Росія.
У 1844 році В. П. Дубецький купив у В. Г. Шостака землю із селом Шостакове, де звів Свято-Петропавлівську церкву, освячену в 1846 році, а 2 травня 1849 року — перейменував село в свою честь на Василівку (із наданням статуту містечка). Свою діяльність Дубецький розпочав із роздачі земель німецьким колоністам. У 1854 році ним було зведено триповерховий палац на 40 кімнат, а також господарські прибудови, закладено фруктовий сад, ліс, ставок і фонтан. В селі було закладено винокурний завод, завдяки чому прославилося виноградниками, а в 1864 році сам Дубецький отримав кубок і срібну медаль «за червоне вино № 6 із власник виноградників».

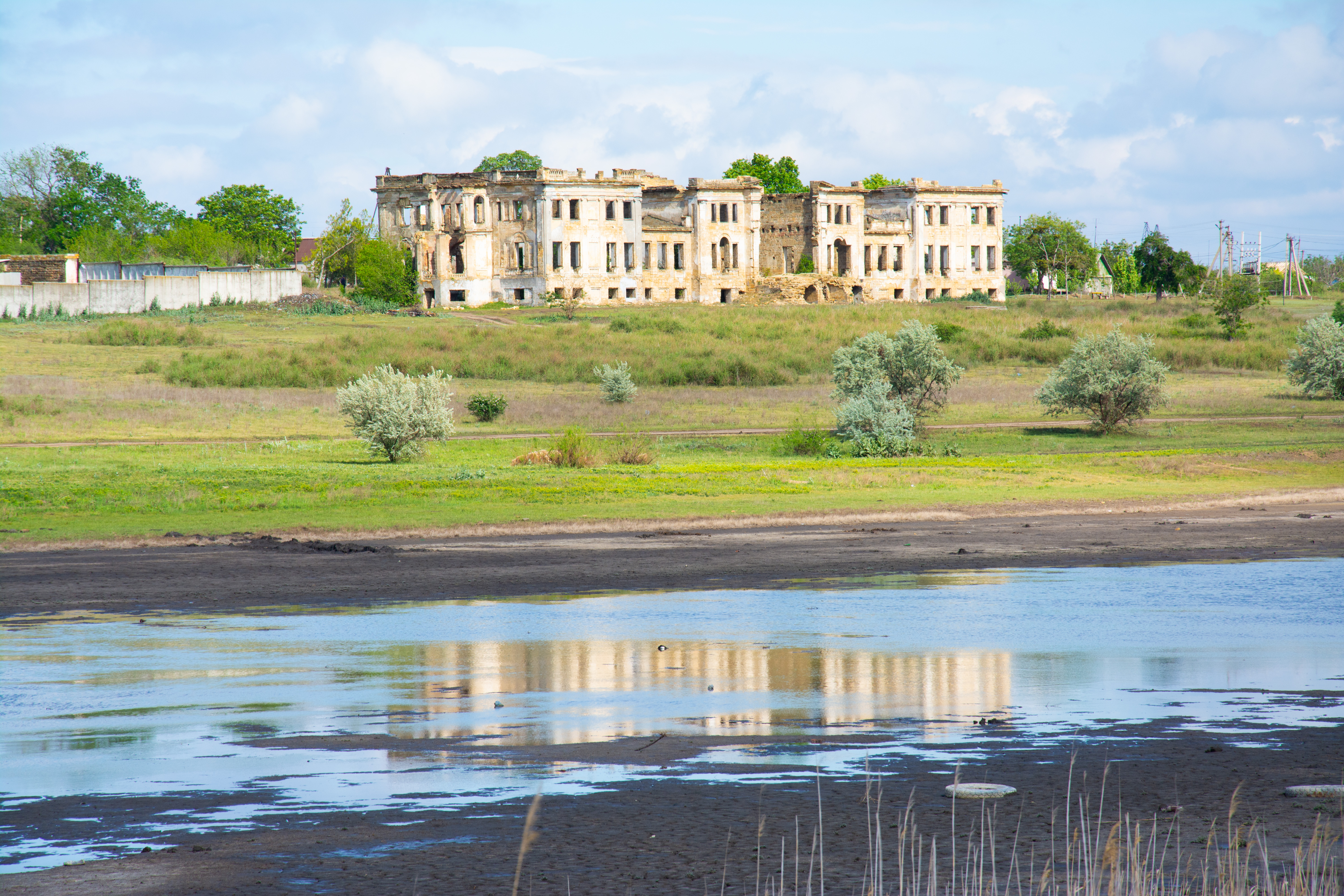
Вигляд на руїни палацу і ставок

Тим не менш, серед сучасників Дубецький мав погану славу. Так, Ераст Андрієвський називав його gensjaunefarcidemerde (фальшива людина), вважаючи непорядним. Він був відомий тим, що обманював селям, займався побоями, був помічений у зносинах із селянськими дівчатами. Був помічений у багатьох корупційних схемах того часу. При звільненні кріпаків у 1861 році селяни від свого поміщика не дістали землі, а тільки акт про звільнення, із оподаткуванням.
Помер Василь Петрович у своєму маєтку у 1886 році у віці 85 років і був похований у нижній частині Петропавлівської церкви. На даним момент невідомо чи збереглася сама могила — надгробок не зберігся. Його єдина дочка Ганна після смерті батька продала маєток олешківському купцю Костянтину Матвійовичу Панкеєву.